# C/2022 E3 (ZTF)
C/2022 E3 (ZTF) — долгопериодическая комета из облака Оорта, обнаруженная 2 марта 2022 года с помощью установки для обнаружения транзиентных объектов им. Цвикки (Zwicky Transient Facility, ZTF). Комета достигла перигелия орбиты 12 января 2023 г. на расстоянии 1,11 а.е. (170 000 000 км). Максимальное сближение с Землёй произошло 1 февраля 2023 года на расстоянии 0,28 а.е. (42 000 000 км). Комета достигла 5 звёздной величины и была слабо различима невооружённым глазом при условии достаточно тёмного неба.

## История наблюдений
C/2022 E3 (ZTF) была обнаружена астрономами Брайсом Болином и Фрэнком Маски с помощью установки для обнаружения транзиентных объектов им. Цвикки 2 марта 2022 года. На момент открытия комета имела видимую звёздную величину 17,3m и находилась на расстоянии около 4,3 а.е. (640 000 000 км) от Солнца. Первоначально объект был идентифицирован как астероид, но последующие наблюдения показали, что он имеет очень уплотнённую кому, указывающую на то, что это комета.

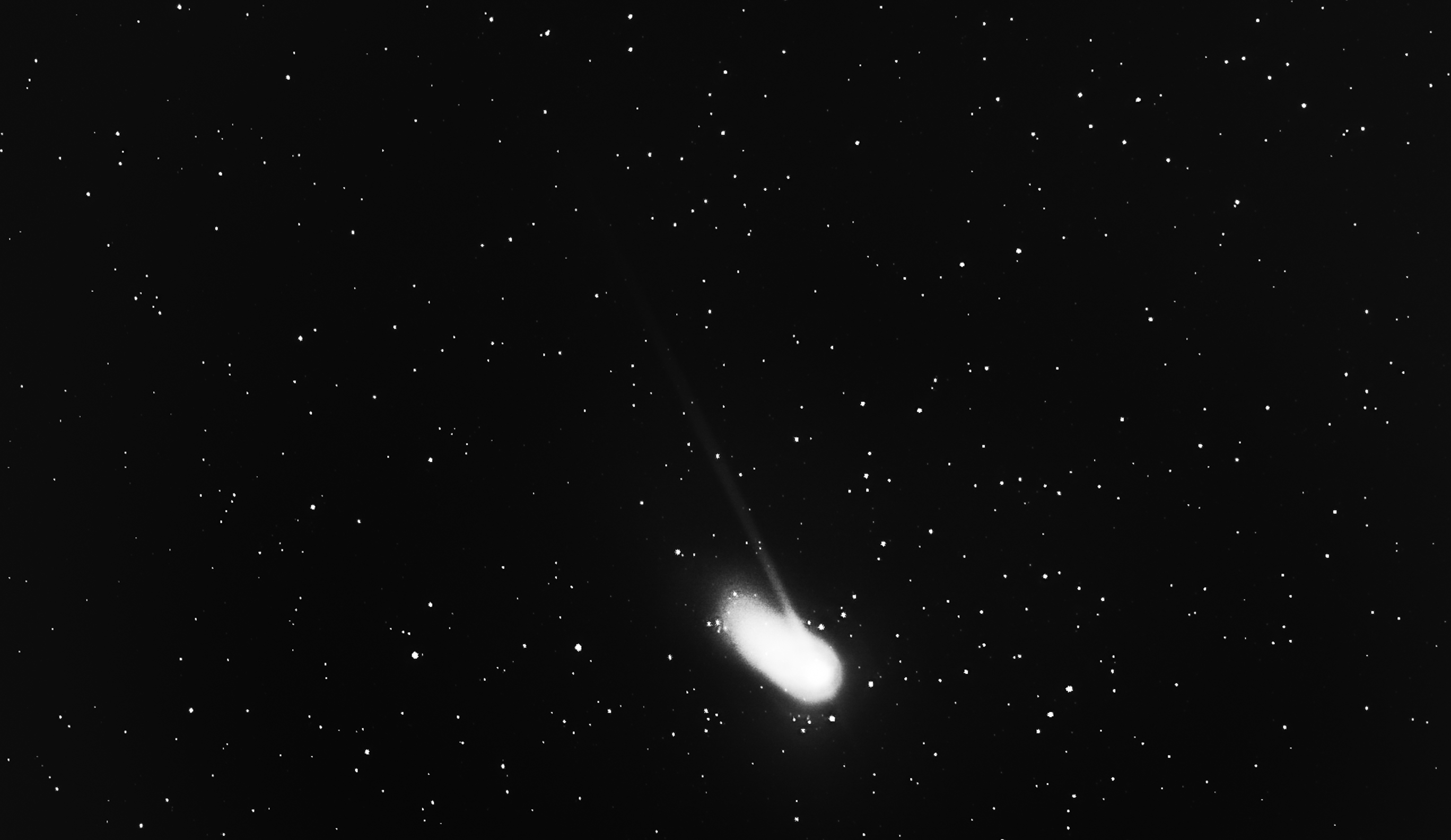
C 2022 E3

 К началу ноября 2022 года яркость кометы увеличилась до 10 звёздной величины, и комета медленно перемещалась в созвездия Северная Корона и Змея, двигаясь параллельно с Землёй. У кометы проявились зелёная кома, желтоватый пылевой хвост и слабый ионный хвост. Комета была видна ранним вечером и стала видна на утреннем небе к концу ноября. К 19 декабря у кометы проявились зеленоватая кома, короткий широкий пылевой хвост и длинный слабый ионный хвост, протянувшийся в поле зрения на 2,5 градуса. После этого комета начала перемещаться на север через созвездия Волопас, Дракон и Малая Медведица, проходя примерно в 10 градусах от Полярной звезды.
Комета достигла своего перигелия 12 января 2023 года на расстоянии 1,11 а.е. (170 000 000 км), а максимальное сближение с Землёй произошло 1 февраля 2023 года, на расстоянии 0,28 а.е. (42 000 000 км). При этом комета достигла 5 звёздной величины и, таким образом, стала слабо видимой невооружённым глазом при достаточно тёмном небе в виде небольшого размытого пятна на небосводе. Впервые комета наблюдалась невооружённым глазом 16 и 17 января, при этом комета имела оценочную звёздную величину 5,4 и 6,0 соответственно. Сильный солнечный ветер от выброса корональной массы вызвал отделение ионного хвоста кометы 17 января, из-за чего он выглядел оторванным.
Во время своего максимального сближения с Землёй она появилась около северного небесного полюса и двигалась в созвездии Жирафа. С 10 по 11 февраля комета прошла в 1,5 градусах от Марса, а с 13 по 15 февраля прошла перед звёздным скоплением Гиады.

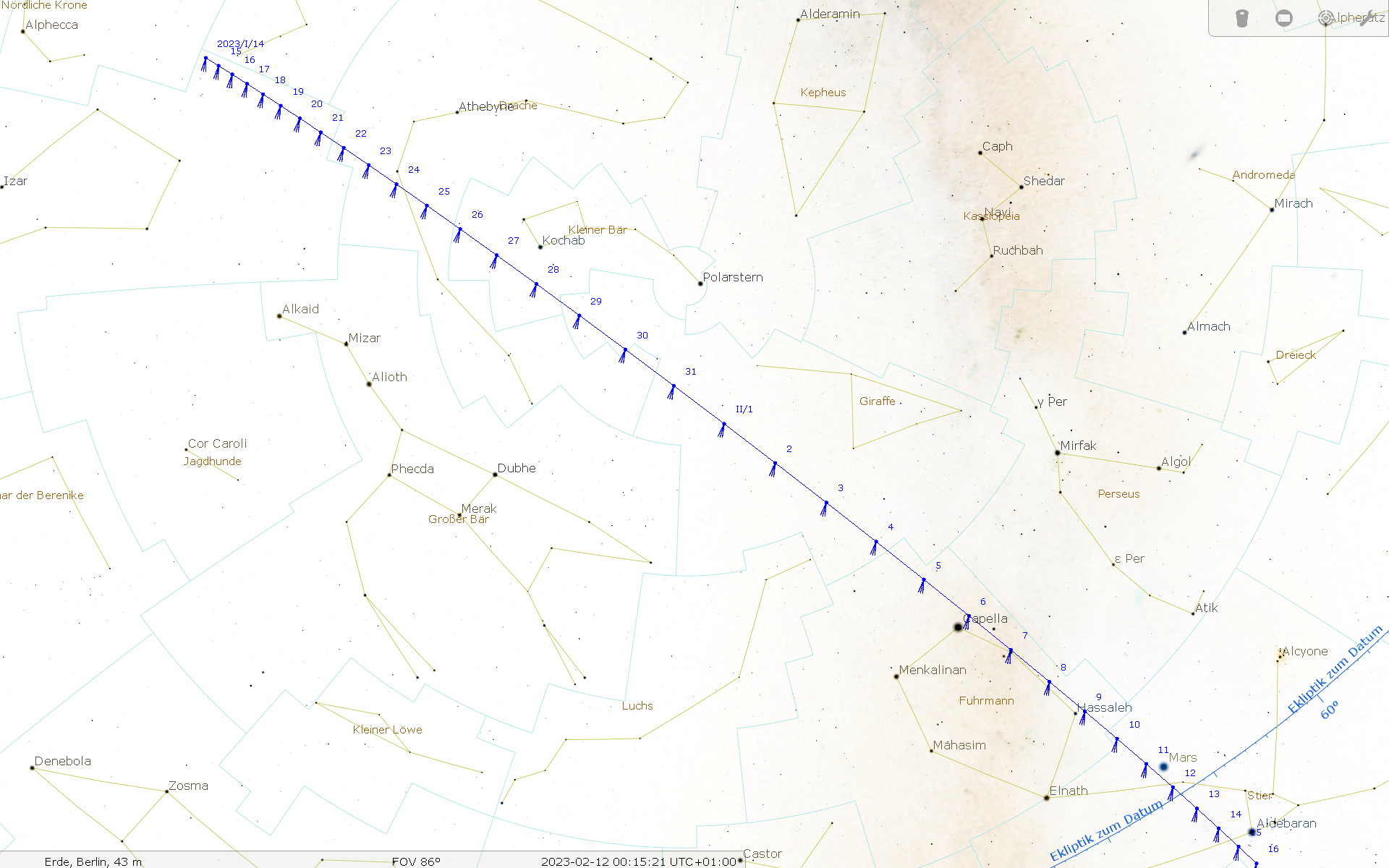
Положение кометы C/2022 E3 (ZTF) на звёздном небе с 14 января по 16 февраля 2023 года

| Дата и время максимального сближения | Расстояние от Земли         | Расстояние от Солнца        | Скорость относительно Земли | Скорость относительно Солнца | Погрешность (3σ) | Источник |
| ------------------------------------ | --------------------------- | --------------------------- | --------------------------- | ---------------------------- | ---------------- | -------- |
| 01.02.2023 17:55                     | 0,2839 а.е. (42 000 000 км) | 1,159 а.е. (170 000 000 км) | 57,4 км/с                   | 39,1 км/с                    | ± 1200 км        | Horizons |

### Цвет
Зелёный цвет кометы, вероятно, связан с присутствием двухатомного углерода, в основном вокруг комы. Молекулы C2 при возбуждении от солнечного ультрафиолетового излучения переизлучают в основном в инфракрасном диапазоне, но их триплет (квантовое состояние) излучает с длиной волны 518 нм (зелёный свет). Они образуются в результате фотодиссоциации органического материала, испаряющегося из ядра. Затем и они подвергаются фотодиссоциации, имея период существования около двух дней, когда у кометы появляется зелёное свечение вокруг комы, но не в хвосте.

## Исходящая траектория
Онлайн-система эфемерид JPL Horizons показывает, что барицентрическая исходящая орбита будет гравитационно связана с системой Солнце-Юпитер в эпоху 2050 г., но с нереалистичным максимальным расстоянием за пределами облака Оорта. Расчёт с использованием гелиоцентрической орбиты для эпохи 2495 г. с учётом массы только Солнца показывает, что комета гравитационно не связана с Солнечной системой. Комета либо покинет Солнечную систему окончательно, либо вернётся через много миллионов лет, в зависимости от возмущений орбиты от выпускаемых газов или при движении в облаке Оорта.

## Галерея

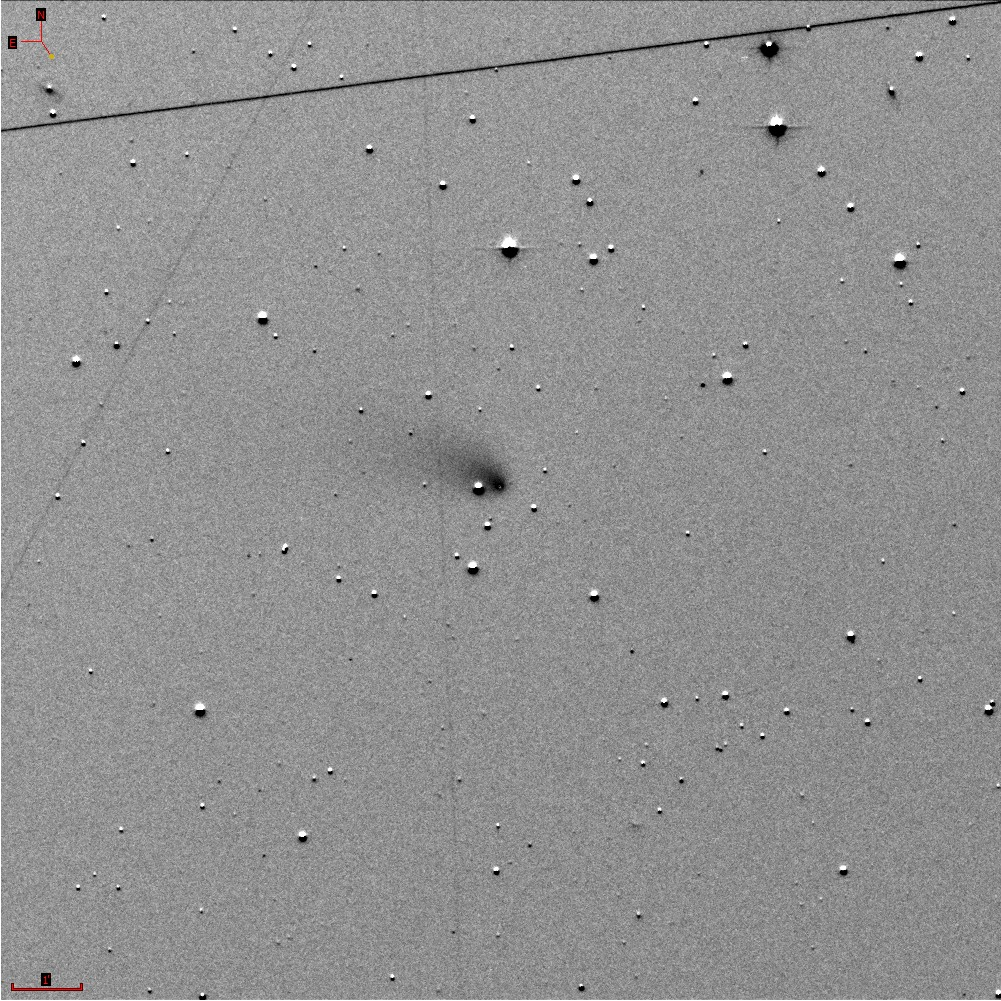
Фотография кометы в декабре 2022 года, полученная в Астрофизической обсерватории Азиаго.
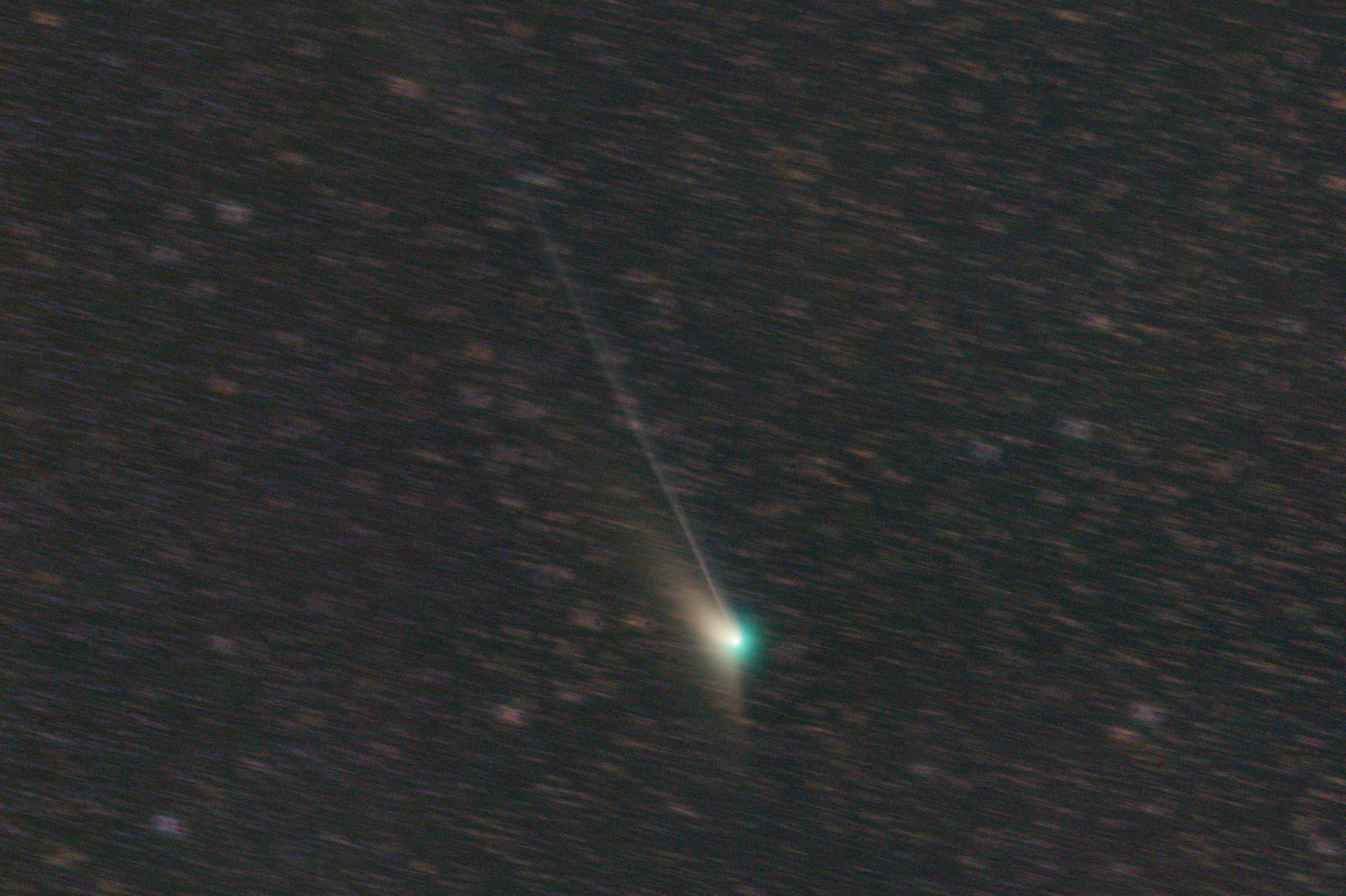
Комета 20 января 2023 г. с видимым широким пылевым хвостом и тонким ионным хвостом.
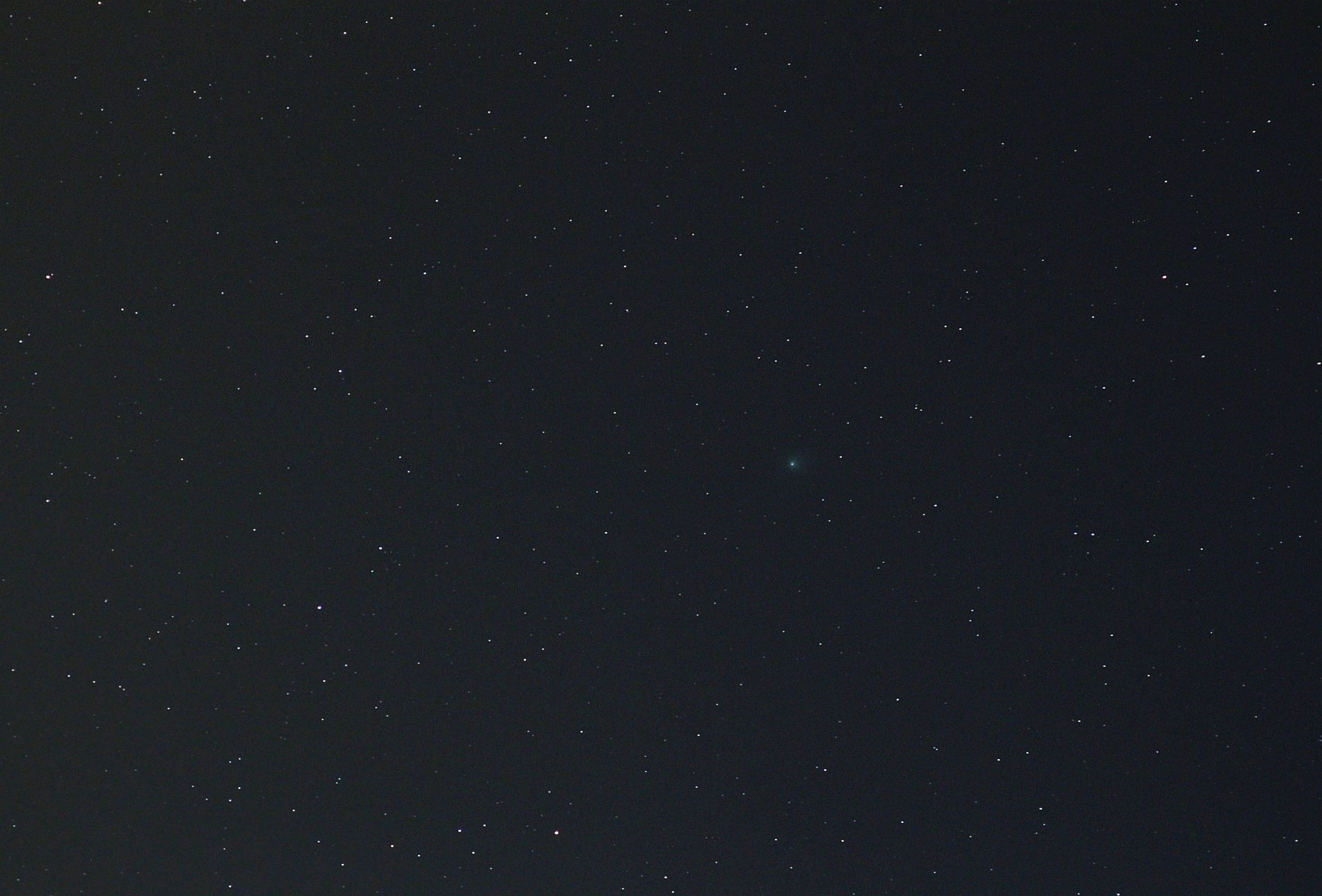
Комета в 3 декаде января 2023 года видимая в Центральном федеральном округе ЕТР